# NGC 7772
NGC 7772 is een open sterrenhoop in het sterrenbeeld Pegasus. Het hemelobject werd op 7 oktober 1825 ontdekt door de Britse astronoom John Herschel. Door de schaarste aan sterren kunnen we dit object rangschikken in de lijst van telescopische asterismen.

## Synoniemen
- OCL 230